# アマハル
「アマハル」は、Dream Amiの6枚目のシングル。2018年4月18日にrhythm zoneから発売された。

## 概要
【CD＋DVD】【CD】【CD＋2DVD】の3形態で発売。
同シングルが2018年4月18日に発売されること、本人出演のブルボン「おいしいココナッツミルク」CMソングとなること、【CD＋DVD】には1st Live Tour（東京公演）の模様が収録されることが、2018年2月27日に発表された。3月23日にリリース情報の詳細発表とジャケット写真・アーティスト写真が公開された。
3月26日に、関彩乃が監督となり、全編自然の中でロケされ、Dream Amiが森の中で住んでいる設定のミュージックビデオが公開。4月7日にライブ映像のダイジェストが公開された。

## 収録曲

### 【CD＋DVD】

#### CD
1. アマハル
  - 作詞：小竹正人　作曲：Erik Lidbom・Funk Uchino
  - ブルボン「おいしいココナッツミルク」（「カフェ」篇）CMソング[2]
2. ノーアイディア
  - 作詞：Dream Ami　作曲：Kanata Okajima・Soma Genda・Shorter Takagi
3. アマハル (Instrumental)
4. ノーアイディア (Instrumental)

#### DVD
1. 「Dream Ami 1st. Live Tour 2017 Re: Dream」ライブ映像(全21曲)
2. アマハル （Video Clip）

### 【CD】
1. アマハル
2. ノーアイディア
3. アマハル (Instrumental)
4. ノーアイディア (Instrumental)

### 【CD＋2DVD】

#### CD
1. アマハル
2. ノーアイディア
3. アマハル (Instrumental)
4. ノーアイディア (Instrumental)

#### DVD-1
1. 「Dream Ami 1st. Live Tour 2017 Re: Dream」ライブ映像(全21曲)
2. アマハル (Video Clip)

#### DVD-2
1. 「Re: Dream」Live Tour Document Movie[注 1]

## 参加ミュージシャン
- Dream Ami

ダンサー
- CHALI
- HiKaRu
- Sho-Co
- Marino

バンド
- 石田まり：Keyboard
- 上條頌：Guitar
- KENSHI：Bass
- 川口千里：Drums